# Balantidióza
Balantidióza (lat. Balantidiasis) je vzácné infekční onemocnění, které způsobuje prvok zvaný vakovka střevní (Balantidium coli). Napadá především prasata, ale vzácně se může přenést i na člověka, a to prostřednictvím výkalů z nakažených zvířat nebo z kontaminované vody. Vakovka střevní se dělí na dvě formy – neinfekční pohyblivou (trofozoit) a nepohyblivou cystickou, která je silně infekční.

## Příčiny onemocnění
Onemocnění je způsobeno prvokem vakovkou lidskou, který žije ve střevech prasat, občas i skotu; infekce vzniká buď kontaminací potravy, nebo se rukou od výkalů přenese na člověka. Zde se usadí v tlustém střevě a začne vytvářet cysty, které následně způsobují krvácení ve stěně střeva, snižují trávicí funkci, ale také produkují vředy a toxické látky narušující funkci tlustého střeva. Zároveň parazit odebírá ze střeva důležité látky, jako jsou bílkoviny, cukry a tuky.

## Příznaky
Onemocnění se přenáší nedostatečnou hygienou. Nejrizikovější skupinu představují lidé, kteří často přicházejí do kontaktu s vepřovým a hovězím masem, vzácně se může parazit přenést i z jiných potravin. Běžné symptomy jsou např. bolest břicha, nechutenství, zvracení a také průjmy s příměsí hlenu a krve. Mimo toho mohou mezi příznaky patřit i bolest hlavy, malátnost či únava, celkové vyčerpání organismu, svalová ochablost a vlivem průjmů i dehydratace. U těžkých případů se onemocnění projevuje jako dyzenterie, u níž jsou nutná vyšetření, která prokážou přítomnost parazita v organismu. Při přechodu nemoci do těžkého stádia a v důsledku neléčení jsou charakteristickým příznakem chronické průjmy s příměsí krve a hlenu.